# دریای ماسه‌ای بزرگ

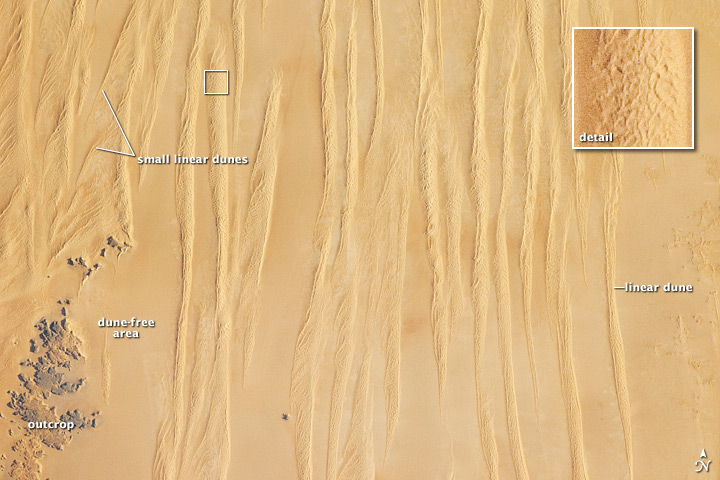
الگوی تل‌ماسه‌ها در دریای ماسه‌ای بزرگ مصر. عکس از رصدخانه زمین ناسا.

دریای ماسه‌ای بزرگ (عربی: بحر الرمال الأعظم) یا ریگ بزرگ یک ریگ وسیع است که با مساحت تقریبی ۷۲٬۰۰۰ کیلومتر مربع در شمال آفریقا قرار دارد و بین غرب مصر تا شرق لیبی کشیده شده‌است. حدود ۷۴٪ از مساحت این پهنه تا تپه‌های ماسه‌ای پوشیده شده‌است.

## جغرافیا
دریای ماسه‌ای بزرگ با طول تقریبی ۶۵۰ کیلومتر از شمال به جنوب کشیده شده و عرض آن در راستای شرقی- غربی حدود ۳۰۰ کیلومتر است. در تصاویر ماهواره‌ای این بیابان به شکل الگویی از تل‌ماسه‌ها دیده می‌شود که جهت آنها تقریباً شمالی- جنوبی است. دریای بزرگ ماسه‌ای با وجود شباهت و یکنواختی ظاهری، دارای دو بخش بزرگ است که در آنها انواع مختلف تل‌ماسه‌های بزرگ دیده می‌شود. دریای ماسه مصر با امتداد شمالی خود به موازات دریای ماسه کلانشیو در لیبی قرار دارد. تپه‌های ماسه‌ای دریای بزرگ ماسه‌ای حدود ۱۰ درصد از کل مساحت بیابان غربی مصر را پوشانیده است.
سیوا نام واحه‌ای است که در مصر و در فاصله ۵۰ کیلومتری شرق مرز لیبی و در بخش شرقی دریای ماسه‌ای بزرگ یا دریای ماسه‌ای مصر قرار دارد.
با وجود شناخته‌بودن این ماسه‌زار برای قوم طوارق و بازرگانانی که با کاروان از صحرای بزرگ آفریقا می‌گذشتند، فردریش گرهارد رولف نخستین فرد اروپایی بود که وجود دریای ماسه‌ای بزرگ را گزارش و مکتوب کرد. وی سفر اکتشافی خود در صحرای آفریقا را در سال ۱۸۶۵ آغاز کرد و تپه‌های ماسه‌ای بزرگ را به این نام نام‌گذاری کرد؛ ولی در سال ۱۹۲۴ بود که با نقشه‌های احمد حسنین محدوده کامل دریای ماسه‌ای بزرگ مشخص شده و این نام توسط اروپاییان پذیرفته شد.